# Kallstroemia rosei
Kallstroemia rosei là một loài thực vật có hoa trong họ Zygophyllaceae. Loài này được Rydb. miêu tả khoa học đầu tiên năm 1910.